# كيندال جيمس
كيندال جيمس (بالإنجليزية: Kendall James)‏ هو لاعب كرة قدم أمريكية أمريكي، ولد في 29 يونيو 1991 في روزيلي في الولايات المتحدة.

## وصلات خارجية
- كيندال جيمس على موقع مرجع كرة القدم المحترفة.كوم (الإنجليزية)